# Iolanda de Bar
Iolanda de Bar, também conhecida como Violeta ou Violante (em francês:  Yolande; 1364 — Barcelona, 13 de agosto de 1431) foi rainha consorte de Aragão como esposa do rei João I, conhecido como "o Caçador". Ela foi regente do reino em nome do marido de 1388 a 1395.

## Família
Iolanda foi a filha mais velha do duque Roberto I de Bar e da princesa Maria de França. Seus avós paternos eram o conde Henrique IV de Bar e Iolanda de Dampierre. Seus avós paternos eram João II de França e Bona de Luxemburgo.  
Teve dez irmãos, sendo: Henrique, senhor de Marle e marquês de Pont-à-Mousson, casado com Maria de Coucy, foi capturado durante a Batalha de Nicópolis, e morreu de praga; Filipe, marido de Iolanda de Enghien, também morreu na batalha; Carlos, senhor de Nogent-le-Rotrou em 1391; Maria, esposa do marquês Guilherme II de Namur; Eduardo III de Bar, sucessor de seu pai, e morto na Batalha de Azincourt; Luís de Bar, duque e bispo; Iolanda, esposa de Adolfo de Jülich-Berg; João, senhor de Puisaye, morto em Azincourt; Bona, esposa de Galerano III de Ligny e Joana, esposa de Teodoro II de Monferrato.

## Biografia
Iolanda casou-se com João, duque de Girona, o futuro rei, em 2 de fevereiro de 1380, aos 16 anos de idade, em Montpellier ou Perpinhã. Sua primeira esposa havia sido Marta de Armagnac, morta em 1378. Ele era filho de Pedro IV de Aragão e de Leonor da Sicília. Assim se tornou duquesa de Girona e condessa de Cervera.
Seu poder político ativo resultou em conflito com a quarta esposa de seu sogro, Sibila de Fortià.
Com a ascensão de João ao trono em 1387, a rainha Iolanda cuidava das atividades administrativas do governo para o marido frequentemente enfermo. Em 1388, ela foi apontada a regente de Aragão, governando assim por sete anos.
Outro aspecto de seu reinado foi incorporar a cultura francesa na corte, com a adição de trovadores provençais.
Seu marido morreu no dia 19 de maio de 1396, aos 45 anos de idade, e foi enterrado no Mosteiro de Poblet. Iolanda morreu anos mais tarde, em 13 de agosto de 1341, em Barcelona, com cerca de 67 anos de idade, e foi enterrada ao seu lado.

## Descendência
- Iolanda de Aragão (11 de agosto de 1384 - 14 de novembro de 1442), rainha titular de Nápoles e duquesa de Anjou como esposa de Luís II, Duque de Anjou. Tiveram vários filhos, incluindo a rainha Maria de Anjou, consorte de Carlos VII de França;
- Jaime de Aragão (23 de março de 1384 - 24 de agosto de 1388), duque de Girona e conde de Cervera;
- Criança natimorta (14 de maio de 1386);
- Fernando de Aragão (18 de março de 1389 - outubro de 1389), duque de Girona e conde de Cervera;
- Antônia de Aragão (novembro ou dezembro de 1391 - 31 de maio de 1892);
- Leonor de Aragão (2 de janeiro de 1393 - após 18 de março de 1393);
- Pedro de Aragão (14 de janeiro de 1394 - 16 de abril de 1394), duque de Girona e conde de Cervera;
- Joana de Aragão (3/8 de abril de 1396 - 4 de agosto de 1396).